# Emmanuele Rocco
Emmanuele Rocco (Ferrol, 27 novembre 1811 – Napoli, 9 giugno 1892) è stato un filologo italiano
noto per i suoi studi di lessicografia italiana e napoletana. Professore di letteratura e traduttore dal greco e dal latino, fu una personalità letteraria di rilievo a cavallo tra il regno delle Due Sicilie e l'unificazione italiana.

## Biografia
Nacque in Galizia da madre spagnola, Rosa Bugallo, e padre italiano, Michele, che era arruolato nell'Armada Española. All'età di sette anni si trasferì a Napoli insieme alla famiglia.
Emmanuele Rocco è uno dei protagonisti della vita culturale napoletana dell'Ottocento, uno studioso della lingua italiana già dedito da molto tempo a questioni filologiche. 
Studiò legge e si occupò di filologia classica, giornalismo, e in particolare di lessicografia. Conosciuto per aver pubblicato diversi articoli linguistici e filologici sui principali periodici letterari napoletani, si affermò per la sua attività di lessicografo, grazie anche all’ottima conoscenza delle lingue classiche e moderne come lo spagnolo, sua lingua madre.
Rocco venne in parte emarginato dalla cultura ufficiale e da tanta parte della stampa. In qualità di redattore e soprattutto censore del Giornale Ufficiale delle Due Sicilie infatti fu incaricato della revisione dei giornali ed opuscoli che erano di giurisdizione del Ministero di Polizia e  collaborò negli anni preunitari con personaggi ostili al regime borbonico, tanto da essere accusato di aver favorito alcuni movimenti cospiratori.

Per questo motivo perfino le informazioni biografiche essenziali che possediamo sono frammentate, ma non tali da mettere in discussione l’importanza dell’autore come studioso della lingua italiana. Ne è testimonianza la lapide che il Comune di Napoli ha deciso di apporre sulla casa dove ha trascorso gli ultimi anni:

## Opere
- Usi e costumi di Napoli e contorni descritti e dipinti (alcuni capitoli), Napoli 1853, 1866.
- Due migliaja di aggiunte e correzioni alla Crusca e ai posteriori vocabolari, Napoli 1856.
- Vocabolario domestico italiano per ordine di materie, Napoli 1869.
- Vocabolario del dialetto napolitano, pubblicato in fascicoli:
  - 1882, Berardino Ciao editore;
  - 1891, Luigi Chiurazzi editore (fino alla voce feletto);
  - 2018, edizione anastatica della prima parte ed edizione critica della parte inedita dalla voce figliata alla zzo).
- Anonimi e pseudonimi italiani, 1888, dizionario.

## Vocabolario del dialetto napolitano
Il Vocabolario di Rocco è diviso in quattro volumi e raccoglie un lemmario molto ampio e vario, costituito da voci enciclopediche, antiche e letterarie, voci dell’uso e perfino voci dell’uso gergale e della malavita, corredate da esempi. I lemmi sono ordinati alfabeticamente e stampati in neretto, riportati secondo la tipizzazione lessicografica canonica (verbi all’infinito, nomi al singolare, aggettivi al maschile singolare).

### Vicende editoriali
Nel panorama lessicografico ottocentesco mancava un dizionario storico del napoletano sebbene fossero riconosciute alcune grandi opere in dialetto di carattere diacronico e letterario. Sulla scena erano già presenti il Vocabolario napoletano lessigrafico e storico di Vincenzo De Ritis (1845-1851), il Vocabolario napolitano-toscano domestico di arti e mestieri di Raffaele d’Ambra (1873) e il Vocabolario napoletano-italiano di Raffaele Andreoli (1887). Il Vocabolario di Rocco rappresenta il primo tentativo di realizzare un dizionario storico del napoletano e fu pubblicato inizialmente nel 1882 presso l’editore Berardino Ciao in due fascicoli, fino al lemma cantalesio.

A causa del probabile fallimento della casa editrice, Rocco si affidò a Luigi Chiurazzi per una nuova edizione del suo vocabolario, interrotto anche questa volta, a causa della morte dell'autore alla voce feletto. La sua morte prematura e l'emarginazione dalla vita culturale impedirono a questo capolavoro lessicografico la diffusione che una tale novità avrebbe meritato.
La svolta nel destino del Vocabolario avvenne quando gli eredi di Rocco, in possesso del manoscritto contenente la parte inedita, nel 1941 concessero tutte le carte all'Accademia della Crusca, oltre a parte delle lettere D, E, F, già pubblicate.
Tra gli studiosi del dialetto napoletano il primo a fornire un contributo decisivo alla diffusione del Vocabolario del dialetto napolitano di Emmanuele Rocco è il fiorentino Antonio Vinciguerra che definisce l’opera «un gioiello di dialettologia italiana e una miniera di informazioni sui dialetti meridionali».

In collaborazione con l’Accademia della Crusca pubblica prima nel 2014 la parte inedita del dizionario nella sua tesi di dottorato e nel 2018 l’intera opera divisa in quattro volumi.